# Gersten
Gersten település Németországban, azon belül Alsó-Szászország tartományban. Lakosainak száma 1216 fő (2023. december 31.). Gersten Haselünne és Lengerich községekkel határos.

## Népesség
A település népességének változása:
| Lakosok száma | 1246 | 1238 | 1226 | 1212 | 1215 | 1216 |
|               | 2016 | 2017 | 2019 | 2021 | 2022 | 2023 |